# Amintore Fanfani
Amintore Fanfani, född 6 februari 1908 i Pieve Santo Stefano, Toscana, död 20 november 1999 i Rom, var en italiensk politiker, medlem av Nationella fascistpartiet från början av 1930-talet. Efter kriget representerade han Democrazia Cristiana som parlamentsledamot 1948–1968 och därefter senator och ordförande i senaten 1968–1973.

## Biografi
Fanfani avlade examen i ekonomi 1932 vid Università Cattolica i Milano. Han var författare till ett antal viktiga arbeten om ekonomisk historia inriktade på religionens och kapitalismens utveckling under renässansen och reformationen i Europa. Hans viktigaste akademiska arbete, publicerat 1934, hade titeln Cattolicesimo e protestantesimo nella formazione storica del capitalismo.
Fanfani var en av de mera välkända italienska politikerna efter andra världskriget och en central person inom den italienska kristdemokratin och var dess generalsekreterare 1954–1959 och 1973–1975.
Han var arbets- och socialminister i tre olika ministärer 1947–1950, jordbruksminister 1951 och inrikesminister 1953. Utrikesminister var han åren 1965 och 1966–1968. Han var premiärminister (Presidente del Consiglio dei Ministri) sex gånger:
- 18 januari 1954 – 8 februari 1954
- 1 juli 1958 – 15 februari 1959
- 26 juli 1960 – 21 juni 1963 (två regeringar)
- 1 december 1982 – 4 augusti 1983
- 17 april 1987 – 28 juli 1987

Han genomförde 1962 apertura alla sinistra – öppningen åt vänster – genom att låta de kristliga demokraterna ingå i en regeringskoalition med den socialistiska högerflygeln. Detta samarbete utgjorde grunden för alla regeringsbildningar i Italien fram till Andreotti-ministären 1972, då på nytt endast borgerliga partier ingick i regeringen.
Fanfani såg den korporativa staten som ett ideal och i vad han kallat ”en tillfällig avvikelse” vände han sig till fascismen. Han försökte aldrig dölja sina fascistiska kontakter, men till skillnad från många landsmän tillstod han att han haft fel.